# Frank Groundsell
Frank Groundsell (* 1. Juli 1889 in Southampton; † 26. Februar 1941 in Glasgow) war ein britischer Komiker und Unterhaltungsmusiker (Dirigat), der in Europa auch unter den Namen Frank Wagner und Mr. Maseltop auftrat; er war 1919 als F. Groundzell der „Schöpfer der ersten deutschen Jazz-Schallplatte“.

## Leben und Wirken
Groundsell trat in jungen Jahren als Clown in der väterlichen Gastwirtschaft auf, sang in einem Chor und lernte Banjo und Kornett. 1900 wurde er von seinem Vater als Kadett auf das Schulschiff Mercury geschickt, wo er sowohl eine schulische als auch militärische Ausbildung absolvierte. Dann arbeitete er einige Zeit in einer Chemie-Fabrik, um sich 1903 The Zerbinis, einer Varieté-Gruppe aus Akrobaten und Musikern, anzuschließen. 1904 traf die Truppe während einer Tournee auf das Orchester von John Philip Sousa. Beeindruckt von deren Marsch- und Ragtime-Nummern wurde eine Imitation ins Programm aufgenommen, wobei Groundsell den Dirigierten nachahmte.
1911 gründete Groundsell eine eigene Truppe, The Four Wagners, in der er dirigierte und Kornett spielte, arbeitete aber von Houdini beeindruckt auch als Zauberer und erhielt 1913 ein Engagement im Berliner Kerkau-Palast, wo er ein Orchester in sehr exzentrischer Weise dirigierte und Nummern wie Alexander’s Ragtime Band, Dixie und Baby Doll darbot. 1914 stellte ihn Max Winter ins Zentrum einer Reportage für die Arbeiter-Zeitung. Während des Krieges gelang es Groundsell, einen amerikanischen Pass zu erhalten. 1915/16 wurde er seiner Autobiographie zufolge während einer kurzen Reise von Berlin nach Amsterdam vom britischen Geheimdienst als Agent angeworben, für den er dann bis Kriegsende tätig war. 1916 trat er als Teil einer Zirkus-Show in Rotterdam auf, um dann bis Anfang 1919 mit eigenem Orchester vorwiegend in den Niederlanden aufzutreten. Dann war er in Berlin tätig, wo er im Dezember 1919 mit seiner Original Excentric Band den „Tiger Rag“ und weitere deutsche Platten mit „Jazz“ für die Berliner Plattenfirma Homokord einspielte, die ab dem 15. Januar 1920 erschienen und sich gut verkauften. Ende 1920 war er mit seinem Orchester in Prag tätig.
Ab Februar 1921 hielt sich Groundsell wieder in London auf, wo er gleichfalls als exzentrischer Dirigent auftrat. Auftritte für 1923 aus Brüssel sind belegt, für Frühjahr 1927 aus Berlin. Ende der 1920er Jahre betrieb er in Hamburg das Bieber-Café. Bedingt durch die Weltwirtschaftskrise war er Anfang der 1930er Jahre wieder in Großbritannien. Nach Gründung und Pleite einer Pension fuhr er zur See und war in verschiedenen Berufen tätig, bevor er straffällig wurde. 1935 veröffentlichte er bei Jarrolds seine Autobiographie, The Lunatic Spy. 1941 verstarb er im Stobhill Hospital in Glasgow; einem Armenkrankenhaus.